# 伯宾
伯宾是德国巴伐利亚州的一个市镇。总面积40.34平方公里，总人口1774人，其中男性909人，女性865人（2011年12月31日），人口密度44人/平方公里。